# Lappföldi labdarúgó-válogatott
A Lappföldi labdarúgó-válogatott a lapp nemzetiségű embereket képviseli, akik Norvégia északi részén, Svédországban, Finnországban és Oroszország egyes részein élnek. A válogatott nem tagja sem a FIFA-nak, sem az UEFA-nak így nem indulhat sem a világbajnoki sem az Európa-bajnoki selejtezőkön, azonban tagja az Állam Nélküli Népek Labdarúgó-szövetségenek és az NF-Tanácsnak így képviseltetheti magát a szervezetek által létrehozott labdarúgó tornákon. Ennek köszönhetően rendszeres résztvevője a 2 évente megrendezésre kerülő VIVA Világbajnokságnak, valamint a szintén 2 évente megrendezett ConIFA labdarúgó-világbajnokságnak.

## Nemzetközi eredmények
| Év                                | Helyezés               | M                      | Gy                     | D                      | V                      | RG                     | KG                     |
| VIVA Világbajnokság               | VIVA Világbajnokság    | VIVA Világbajnokság    | VIVA Világbajnokság    | VIVA Világbajnokság    | VIVA Világbajnokság    | VIVA Világbajnokság    | VIVA Világbajnokság    |
| --------------------------------- | ---------------------- | ---------------------- | ---------------------- | ---------------------- | ---------------------- | ---------------------- | ---------------------- |
| 2006                              | Bajnok                 | 3                      | 3                      | 0                      | 0                      | 41                     | 1                      |
| 2008                              | 3. hely                | 5                      | 2                      | 1                      | 2                      | 9                      | 8                      |
| 2009                              | 3. Hely                | 4                      | 1                      | 1                      | 2                      | 12                     | 12                     |
| Gozo 2010                         | nem jutott be          | nem jutott be          | nem jutott be          | nem jutott be          | nem jutott be          | nem jutott be          | nem jutott be          |
| 2012                              | nem jutott be          | nem jutott be          | nem jutott be          | nem jutott be          | nem jutott be          | nem jutott be          | nem jutott be          |
| ConIFA labdarúgó-világbajnokság   |                        |                        |                        |                        |                        |                        |                        |
| 2014                              | 10. hely               | 4                      | 1                      | 0                      | 3                      | 6                      | 11                     |
| 2016                              | 5. hely                | 5                      | 3                      | 0                      | 2                      | 10                     | 4                      |
| 2018                              | nem kvalifikálta magát | nem kvalifikálta magát | nem kvalifikálta magát | nem kvalifikálta magát | nem kvalifikálta magát | nem kvalifikálta magát | nem kvalifikálta magát |
| ConIFA labdarúgó-Európa-bajnokság |                        |                        |                        |                        |                        |                        |                        |
| 2015                              | visszalépett           | visszalépett           | visszalépett           | visszalépett           | visszalépett           | visszalépett           | visszalépett           |
| 2017                              | visszalépett           | visszalépett           | visszalépett           | visszalépett           | visszalépett           | visszalépett           | visszalépett           |
| 2019                              | 7. hely                | 5                      | 1                      | 0                      | 4                      | 5                      | 14                     |
| Összesen                          | Legjobb eredmények:    | 21                     | 10                     | 2                      | 9                      | 78                     | 36                     |

## Fordítás
- Ez a szócikk részben vagy egészben  a   Sápmi football team című angol Wikipédia-szócikk fordításán alapul.  Az eredeti cikk szerkesztőit annak laptörténete sorolja fel. Ez a jelzés csupán a megfogalmazás eredetét és a szerzői jogokat jelzi, nem szolgál a cikkben szereplő információk forrásmegjelöléseként.
- Ez a szócikk részben vagy egészben  a   Selección de fútbol de Laponia című spanyol Wikipédia-szócikk fordításán alapul.  Az eredeti cikk szerkesztőit annak laptörténete sorolja fel. Ez a jelzés csupán a megfogalmazás eredetét és a szerzői jogokat jelzi, nem szolgál a cikkben szereplő információk forrásmegjelöléseként.